# 舞出真我2
《舞出真我2》（英語：Step Up 2: The Streets）是一部2008年上映的美國舞蹈電影。

## 劇情
故事主角查斯是個頂尖的舞者，力求革新的他，感到現有的練舞模式與技術創新有限，在得知一個名為「街頭尬舞」的地下街舞競賽後，決定離開現有的環境朝舞林高手之路邁進。組團參加巴爾的摩最大規模的「街頭尬舞」大賽。另外，也遇見了原為410舞團，之後也進入馬里蘭藝術學院就讀的安蒂。而第一部男主角的查寧·塔圖也有客串演出。

## 演員
- 布莉安娜·艾維根 飾 安蒂
- 羅伯特·霍夫曼 飾 查斯
- 查寧·馬修·坦圖 飾 泰勒·蓋奇
- 亞當·賽凡提 飾 穆斯（麋鹿）
- 凱西·溫德拉 飾 蘇菲
- 丹妮爾·波蘭柯 飾 蜜西
- 克里斯多福·史考特 飾 阿毛
- 瑪麗·柯達 飾 珍妮·鬼頭
- 威爾·坎普 飾 布萊克·柯林斯
- Janelle Cambridge 飾 Fly
- 路易斯·羅薩多 飾 怪獸
- 岑勇康 飾 凱伯
- 拉強·丹茲勒 飾 笑面
- 宋雅·孫 飾 莎拉

## 獲獎
青少年觀眾票選獎（2008）

Choice Movie: Drama
青少年觀眾票選獎

Choice Movie Breakout Female (提名) 布莉安娜·艾維根
MTV電影獎（2008）

最佳銀幕親吻 布莉安娜·艾維根

最佳銀幕親吻 羅伯特·霍夫曼
Imagen Foundation Awards（2008）

Best Supporting Actress- Film (提名) Danielle Polanco

## 外部連結
- 互联网电影数据库（IMDb）上《舞力全開》的资料（英文）
- AllMovie上《舞力全開》的资料（英文）
- Box Office Mojo上《舞力全開》的資料（英文）
- 爛番茄上《舞力全開》的資料（英文）